# Nicole Kramm
Nicole Kramm Caifal (Santiago, 13 de febrero de 1990) es una fotógrafa documentalista, realizadora audiovisual y activista chilena. Fue vocera en derechos humanos de la Coordinadora Feminista 8M. La noche del 31 de diciembre de 2019, en el contexto del Estallido Social en Chile, recibió un balín en su ojo izquierdo de parte de Fuerzas Especiales de Carabineros, lo que la hizo perder el 90% de su ojo izquierdo.
En 2024 recibió el Premio de fotografía Rodrigo Rojas de Negri al talento joven.

## Biografía
Nació en Santiago, hija Juana Caifal, peluquera de origen mapuche, y Marcelo Kramm, técnico en comunicaciones. Tiene una hermana mayor, Katherine, quien tiene Síndrome de Down. Creció en la comuna de San Ramón.
Realizó sus estudios primarios en el Liceo Palestino de la comuna de La Cisterna. A los 14 años ingresó al Liceo Ciencia y Tecnología de La Cisterna, donde tomó la especialidad de analista química.
Participó de la llamada Revolución Pingüina de 2006, que marcó sus primeras experiencias políticas.
Estudió química en la Universidad Tecnológica Metropolitana, carrera que abandonó en 2014. Luego estudió fotografía periodística y cine documental. Se especializó en dirección de Fotografía y Cámara y estudió en la Escuela Internacional de San Antonio de los Baños, Cuba.

## Trayectoria profesional
Su carrera profesional ha estado concentrada en visibilizar temáticas sociales y conflictos medioambientales en Chile y en Latinoamérica.
Sus primeras aproximaciones a la fotografía comenzaron en juventud, cuando tomaba fotografías en las protestas estudiantiles y medioambientales.
En 2016 ganó su primer reconocimiento internacional en el Concurso Latinoamericano de Fotografía Documental con una fotografía sobre Chiloé y el conflicto con las salmoneras del sector.
En enero de 2019, por encargo de las agencias Redfish de Alemania, y Anadolu de Estados Unidos, viajó a cubrir el conflicto en Venezuela. En febrero de 2019, estando en Cúcuta, sufrió un atentado que la hizo regresar a Chile en junio de ese año.
Después de que comenzarán las manifestaciones masivas en Chile en octubre de 2019, Kramm se organizó con otros colegas para grabar un documental al respecto. Fue baleada por Carabineros en su ojo izquierdo el 31 de diciembre de 2019 y estuvo meses en recuperación.
En 2024 inauguró la exposición Terricidio que incluía fotografías, videos y breves relatos y donde muestra los conflictos socioambientales en las regiones de Coquimbo, Valparaíso, La Araucanía y Los Ríos y cómo afectan a las comunidades, especialmente las indígenas.
Fue vocera en derechos humanos de la Coordinadora Feminista 8M y parte de la coordinadora que aúna a víctimas de trauma ocular por violencia policial en Chile.Ha sido jurado en concursos fotográficos y charlista.

## Atentados

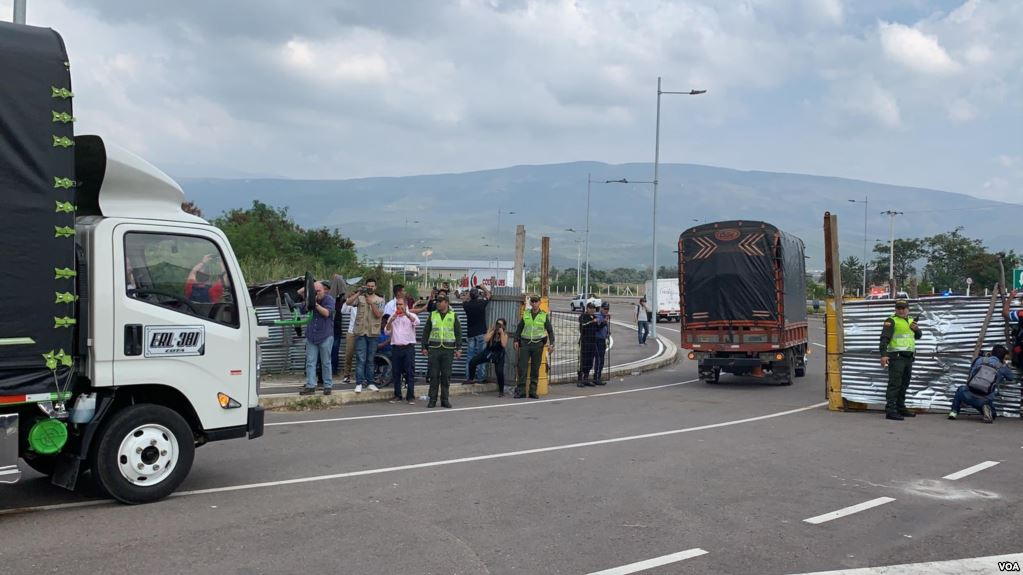
Puente Simón Bolivar, en la frontera entre Colombia y Venezuela, donde Kramm fue atacada en febrero de 2019.

### Cúcuta
El 23 de febrero de 2019, cuando se encontraba cubriendo la llegada de ayuda humanitaria para el pueblo venezolano apostado en Cúcuta, en la frontera con Colombia, fue atropellada por una tanqueta manejada por uno de los dos sargentos desertores de la Guardia Nacional venezolana y que se lanzaron sobre la multitud.El atropello la dejó con daño en sus piernas.
Para evitar que iniciara acciones legales, el gobierno venezolano le brindó los tratamientos médicos. En junio de 2019 regresó a Santiago.

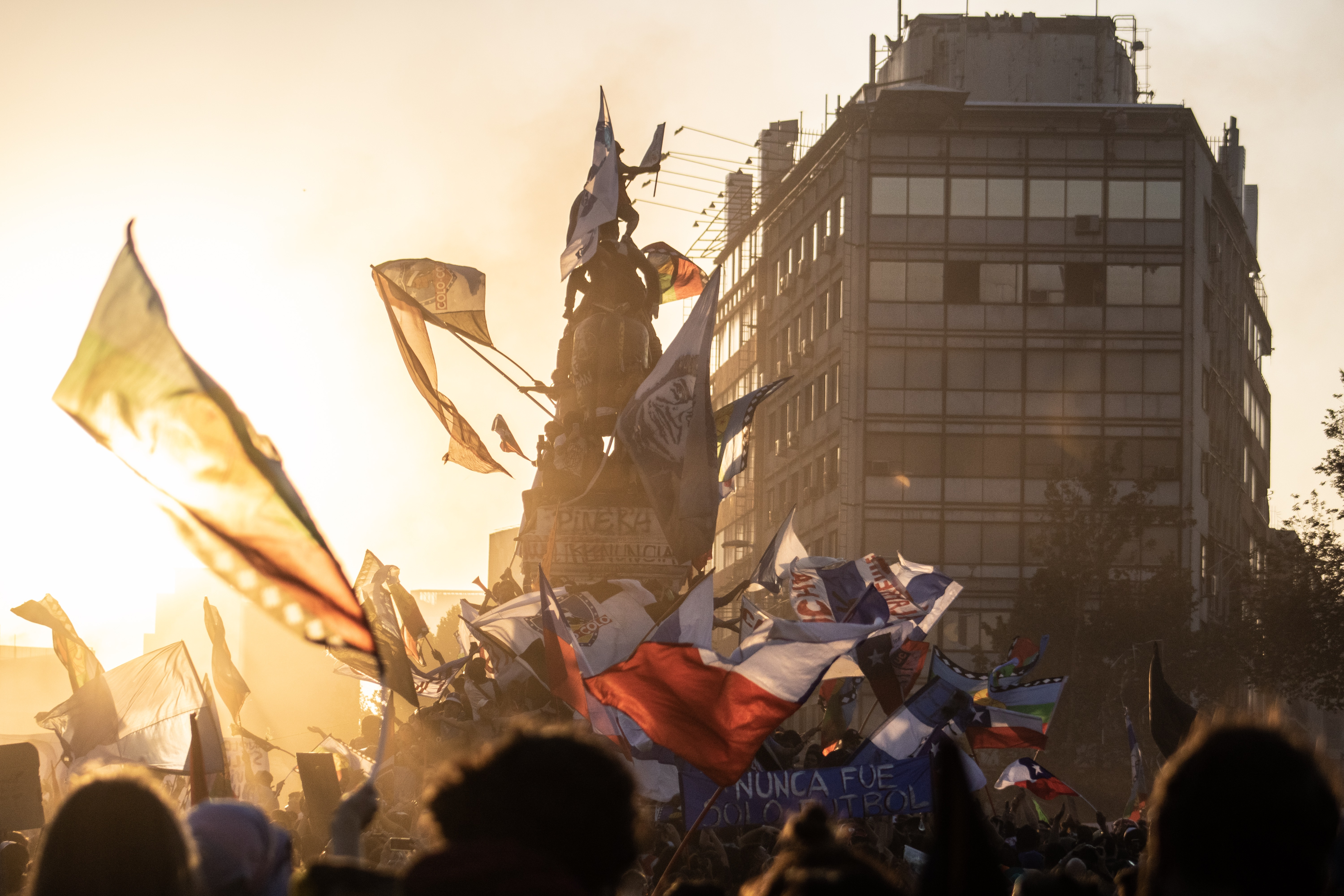
Plaza Baquedano, donde Kramm fue herida por Carabineros, fue un símbolo de las protestas que partieron en octubre de 2019.

### Estallido social
La noche del 31 de diciembre de 2019, alrededor de las 23 horas, Kramm y un grupo de fotógrafos y audiovisuales recibieron el ataque de un piquete de Fuerzas Especiales de Carabineros mientras pasaban cerca de la Plaza Baquedano, centro neurálgico de la protesta social.
Kramm recibió el impacto de un balín en su ojo izquierdo y fue atendida por paramédicos voluntarios y brigadistas de salud que estaban en el lugar. Fue luego trasladada al Hospital del Salvador, en Providencia, donde la diagnosticaron una pérdida del 95% de la visión en el ojo.
Desde entonces forma parte de la Coordinadora de Víctimas con Trauma Ocular.